# Rhopaloeides
Rhopaloeides is een geslacht van sponsdieren uit de klasse van de Demospongiae (gewone sponzen).

## Soort
- Rhopaloeides odorabile Thompson, Murphy, Bergquist & Evans, 1987